# Mali Iđoš
Mali Iđoš (húngaro: Kishegyes; serbocroata cirílico: Мали Иђош) es un municipio y pueblo de Serbia perteneciente al distrito de Bačka del Norte de la provincia autónoma de Voivodina.
En 2011 su población era de 12 031 habitantes, de los cuales 4830 vivían en el pueblo y el resto en las 2 pedanías del municipio. La mayoría de los habitantes del municipio son magiares (6486 habitantes), con importantes minorías de serbios (2388 habitantes) y montenegrinos (1956 habitantes).
Se ubica junto a la carretera E75, a medio camino entre Subotica y Novi Sad.

## Pedanías
- Lovćenac
- Feketić